# Flughafen Piedras Negras

i8
i11
i13
Der Flughafen Piedras Negras (spanisch Aeropuerto Internacional de Piedras Negras, IATA-Code: PDS, ICAO-Code: MMPG) ist ein internationaler Flughafen bei der Großstadt Piedras Negras im Bundesstaat Coahuila im Norden Mexikos.

## Lage
Der Flughafen Piedras Negras liegt etwa 8 km südlich der Grenzstadt Piedras Negras und etwa 1050 km (Luftlinie) nördlich von Mexiko-Stadt in einer Höhe von ca. 1456 m.

## Flugverbindungen
Derzeit werden nur Linienflüge nach Mexiko-Stadt abgefertigt.

## Passagiere
Wurden im Jahr 2019 noch über 24.000 Passagiere abgefertigt, so sank deren Zahl infolge der COVID-19-Pandemie im Folgejahr auf etwa 9.500.